# Microplocia puncticollis
Microplocia puncticollis är en skalbaggsart som beskrevs av Heller 1924. Microplocia puncticollis ingår i släktet Microplocia och familjen långhorningar.
Artens utbredningsområde är Filippinerna. Inga underarter finns listade i Catalogue of Life.